# Werner Hager (Chemiker)
Werner Hager (* 14. Mai 1925 in Wiederau (Pegau); † 10. März 2016) war ein deutscher Chemiker. Von 1963 bis 1968 war er Werkdirektor des VEB Erdölverarbeitungswerkes Schwedt.

## Leben
Hager wurde 1925 in einer sächsischen Arbeiterfamilie geboren. Nach Volks- und Oberschule geriet Hagers Bildungsweg durch den Zweiten Weltkrieg zunächst einmal ins Stocken. Es ist davon auszugehen, dass er ob seines Geburtsjahrganges noch in einer militärischen Verwendung zu Kriegsende hin war, Quellen gibt es dazu bisher nicht.
Nach dem Krieg wurde Hager zunächst Mitglied der SPD. Um studieren zu können, holte er auf einer der 1946 gegründeten Vorstudienanstalten das Abitur nach. Im selben Jahr wurde er nach der Vereinigung von KPD und SPD in der sowjetischen Besatzungszone in die SED übernommen. 1947 begann Hager ein Chemiestudium an der Universität Leipzig, das er 1951  als Diplom-Chemiker abschloss. Anschließend wurde er mit Jahresbeginn 1952 zur VVB Plasta nach Magdeburg delegiert, wo er für einige Zeit im dortigen Zentrallaboratorium tätig war, das zur damaligen Zeit der Chemiker Kurt Thinius leitete. Als sich 1954 aus dem Zentrallaboratorium mehrere Institute gründeten, wechselte Hager an das neugegründete Institut für Verfahrenstechnik der organischen Chemie, das kurze Zeit später nach Leipzig umzog. 1955 wurde Hager an der Leipziger Universität mit der Dissertation Zur Charakterisierung von technischen Hartparaffinen: Ein Beitrag zur Ermittlung des Kettenlängendiagramms mit einfachen Schnellmethoden zum Dr. rer. nat. promoviert. Mit dieser Qualifikation wirkte er bis 1959 als Gruppenleiter im Institut, das 1958 eine Einrichtung der Deutschen Akademie der Wissenschaften wurde.
Im Jahr 1960 wechselte Hager zur Vereinigung Volkseigener Betriebe (VVB) Mineralöle als Gruppenleiter für Forschung und Entwicklung. Diese VVB vereinte zu dieser Zeit Betriebe der aufstrebenden Petrochemie, unter anderem die Leunawerke und das im Aufbau befindliche Erdölverarbeitungswerk in Schwedt. Auf dem VI. Parteitag der SED im Januar 1963 wurde Hager als Kandidat in das Zentralkomitee (ZK) der SED gewählt. Er gehörte damit zu einer ganzen Reihe von neuen Gesichtern einer noch relativ jungen technischen Elite aus dem Wirtschaftsbereich wie die Werkleiter und Hauptdirektoren Renate Credo, Lorenz Lochthofen, Martin Markgraf, Elisabeth Walther, Werner Heynisch, Siegbert Löschau, Günter Prey und Friedrich Wesselburg. Unter Billigung von Walter Ulbricht waren diese Personalien schon Vorboten für die Einführung des NÖSPL, das offiziell erst im Juni 1963 beschlossen wurde. Mit mehr Fachleuten aus der Wirtschaft und weniger Parteiarbeitern sollte so der Sachverstand auch innerhalb der Führungsgremien der Partei erhöht werden.
Im Herbst 1963 wurde der damals 38-jährige Hager zum Werkleiter des kurz vor der Inbetriebnahme stehenden Erdölverarbeitungswerkes Schwedt ernannt. Er war damit als erster Chemiker parallel zum bis 1964 amtierenden Gesamtbauleiter Ernst Ludwig tätig. Der Lehrstuhlinhaber für Baubetriebswesen hatte nach enormen Verzögerungen und Planrückständen im Oktober 1962 die Gesamtbauleitung des Prestigeobjektes des Siebenjahresplanes übernommen. Zum 1. April 1964 übergab Ludwig Werkleiter Hager die 40 Objekte der ersten Anfahrstufe zum Probebetrieb. Im Sommer 1964 begann der Dauerbetrieb der Anlage. Unter Hager wurden verschiedene Ausbaustufen planmäßig erreicht. 1967 wurde er erneut als Kandidat des ZK auf dem VII. Parteitag der SED bestätigt und zusätzlich noch als Abgeordneter in die Volkskammer gewählt. Er war Mitglied der SED-Fraktion und Mitglied des Ausschusses für Kultur.
Kurze Zeit später geriet Hager zunehmend in Distanz zur SED-Parteispitze. Nachdem er sich auf einer ZK-Tagung 1968 kritisch zur Wirtschaftspolitik des RGW geäußert hatte, delegierte ihn die SED zu einem Einjahreslehrgang an die Parteihochschule „Karl Marx“. In seiner Abwesenheit leitete sein erster Stellvertreter Werner Frohn das Werk. Nach dem Besuch der Parteihochschule kehrte Hager nicht nach Schwedt zurück und Frohn übernahm auch offiziell den Posten des Generaldirektors. Hager wurde zu den Leunawerken delegiert, wo er bis 1990 als Bereichsleiter arbeitete. Nachdem das NÖSPL Anfang der 1970er auch offiziell beendet war, befand sich der technische Sachverstand im ZK wieder auf dem Rückzug. Hager wurde daher auf dem VII. Parteitag 1971 nicht mehr als Kandidat des ZK bestätigt und von der SED auch nicht mehr als Volkskammerkandidat aufgestellt.
Hager war verheiratet und Vater von drei Kindern.

## Auszeichnungen
- 1966 Orden „Banner der Arbeit“ (im Kollektiv)
- Verdienstmedaille der DDR
- Aktivist
- Medaille für ausgezeichnete Leistungen